# Apigné
Ne doit pas être confondu avec Acigné.
Apigné est un hameau situé le long de la Vilaine entre Rennes (quartier Cleunay - Arsenal-Redon, sous-quartier de la Prévalaye) et Le Rheu, dans le département français d'Ille-et-Vilaine en région Bretagne.

## Géographie
On trouve d’anciennes sablières le long de la Vilaine.

### Étangs d'Apigné
C’est aux étangs d’Apigné que la Flûme et le Blosne se jettent dans la Vilaine.
La baignade et les autres activités nautiques y sont régulièrement interdites en raison de la prolifération de cyanobactéries, comme en 2016 ou en 2017. Les étangs d'Apigné étant le plus proche lieu de baignade de Rennes, la municipalité prend des mesures pour tenter de limiter ces proliférations, notamment avec l'aide des chercheurs de l'université Rennes 1, comme l'arrachage de certaines plantes ou la mise en place d'un aérateur pour brasser l'eau.

## Toponyme
Le toponyme est surtout connu pour les étangs d’Apigné et ses plages ainsi que pour le moulin d’Apigné,.
Le château d’Apigné, construit à la fin du XIXe siècle se trouve sur la commune du Rheu, sur la rive droite de la Vilaine. Au Rheu, on trouve aussi un quartier pavillonnaire nommé les Landes d’Apigné.

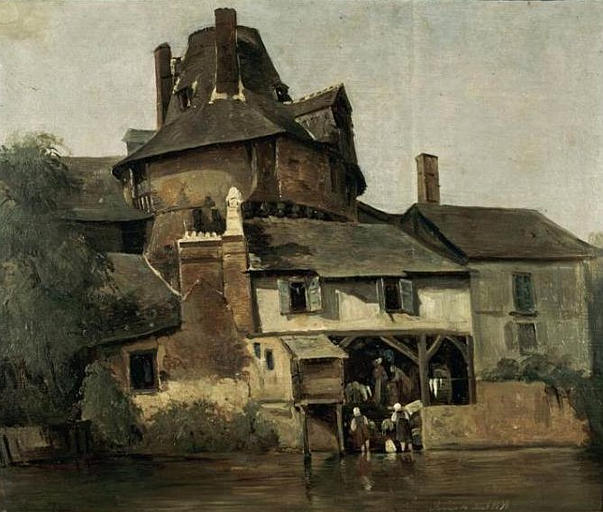
Lavoir au pied de la tour d’Apigné (par Gernon, vers 1836).

Il a existé une tour d’Apigné le long de la Vilaine dans le centre de Rennes sur la deuxième enceinte des remparts de Rennes.

## Histoire
« La seigneurie d’Apigné, située sur la paroisse du Rheu,
est très-ancienne. En 1268, Robert, seigneur d’Apigné, et
Aurèle, sa femme, donnèrent à l’abbaye de Saint-Melaine de
Rennes le lieu de la Boissardière, aujourd’hui la Heuzardière,
près de leur château d’Apigné. Mais les moines de Saint-Melaine
cédèrent cette terre aux chanoines réguliers de Rillé,
qui s’y établirent.
[…]
En 1790, le prieuré d’Apigné consistait en la chapelle de
Saint-Roch et Saint-Mathurin ; − une petite métairie d’environ
5 journaux de terre et 5 hommées de fauche ; − les
deux tiers des dimes du trait d’Apigné, qui était le plus
grand trait de la paroisse du Rheu ; − deux autres petites
dimes en Guichen ; − une charretée de foin, etc. Le tout
rapportait au prieur d’Apigné 795 liv. »

Blason d’Apigné : « D’azur à neuf macles d’or, 3, 3, 3. »

— abbé Amédée Guillotin de Corson, Pouillé historique de l'archevêché de Rennes

« Ainsi, depuis 1990, le château d'Apigné a été rénové en hôtel 5 étoiles, mettant en avant la serre pour des réceptions de mariage aussi la rénovation et la mise en route de l'étang qui était asséché. »